# Hans Croiset
Henri Julien (Hans) Croiset (Amsterdam, 15 oktober 1935) is een Nederlands regisseur en toneel-, televisie-, film- en stemacteur die voornamelijk in het theater werkzaam is. Sinds 2007 is hij ook actief als auteur. Hij publiceerde een autobiografie en enkele romans.

## Biografie

### Carrière
Croiset werd geboren als de zoon van acteur en regisseur Max Croiset en actrice Jeanne Verstraete. Hij is de oudere broer van acteur Jules Croiset (1937) en een neef van Coen Flink (1932-2000) en Guus Verstraete jr. (1947-2017).
In 1973 richtte hij theatergezelschap Publiekstheater op, waar naast zijn vader ook acteurs als Sigrid Koetse, Eric Schneider en Petra Laseur van deel uitmaakten. In 1987 fuseerde het gezelschap met de Toneelgroep Centrum tot het nieuwe gezelschap Toneelgroep Amsterdam. 
In 1986 werd hij aangesteld om een nieuw toneelgezelschap vorm te geven, het Nationale Toneel. In 1996 richtte hij met Ronald Klamer Het Toneel Speelt op, waar acteurs als Peter Blok, Mark Rietman, Carine Crutzen, Marisa van Eyle, Gijs Scholten van Aschat en Jaap Spijkers werkzaam voor zijn. 
In 2004 regisseerde hij voor laatstgenoemd gezelschap Joost van den Vondels stuk Jozef uit Egypte, nadat hij al in 1988/89 met het Nationaal Toneel de Gijsbrecht had gebracht.
In 2008 regisseerde hij voor toneelmeesters (stage entertainment) het stuk Moeder Courage en haar kinderen van Bertolt Brecht.
Naast toneelwerk regisseerde Croiset ook opera's, zoals in het seizoen 1996/1997 de opera Don Carlos van Giuseppe Verdi voor de Nationale Reisopera.
Croiset was ook in tientallen televisie- en filmproducties te zien. Zo had hij kleine rollen in de films A Bridge Too Far (1977) en Grijpstra & De Gier (1979) met onder meer Rijk de Gooyer en Rutger Hauer en speelde hij in televisieseries als Oud Geld, Wilhelmina en Parels & Zwijnen. 
In maart 2008 verscheen van zijn hand de autobiografische roman Badhuisweg, waarin hij vertelt over zijn jeugdjaren die hij voor een groot deel doorbracht aan de Scheveningse Badhuisweg. In het verhaal neemt zijn vader een prominente rol in.
In 2017 verscheen Ik, Vondel, een fictieve biografie.
Op 6 mei 2022 maakte hij bekend afscheid te nemen van het toneel. Op zondag 5 juni speelt hij zijn laatste voorstelling in de stad waar hij in 1953 zijn theaterloopbaan is begonnen: Rotterdam.

### Privéleven
Croiset is sinds 1962 getrouwd met theatermaakster en oud-Eerste Kamerlid Agaath Witteman met wie hij een dochter en twee zoons heeft.

### Onderscheidingen
- In 1977 werd hij onderscheiden met het Ridderschap in de Orde van Oranje-Nassau.
- In 1993 won hij de Joost van den Vondelprijs.
- In 1980 en 2017 won hij de Louis d'Or, de toneelprijs voor beste mannelijke acteur.
- In 2004 ontving hij de VSCD Oeuvreprijs.
- Op 27 april 2012 werd hij onderscheiden met het Ridderschap in de Orde van de Nederlandse Leeuw.

## Filmografie
- 1972 - De Inbreker - Raadsheer
- 1975 - Flanagan - Theo Speer

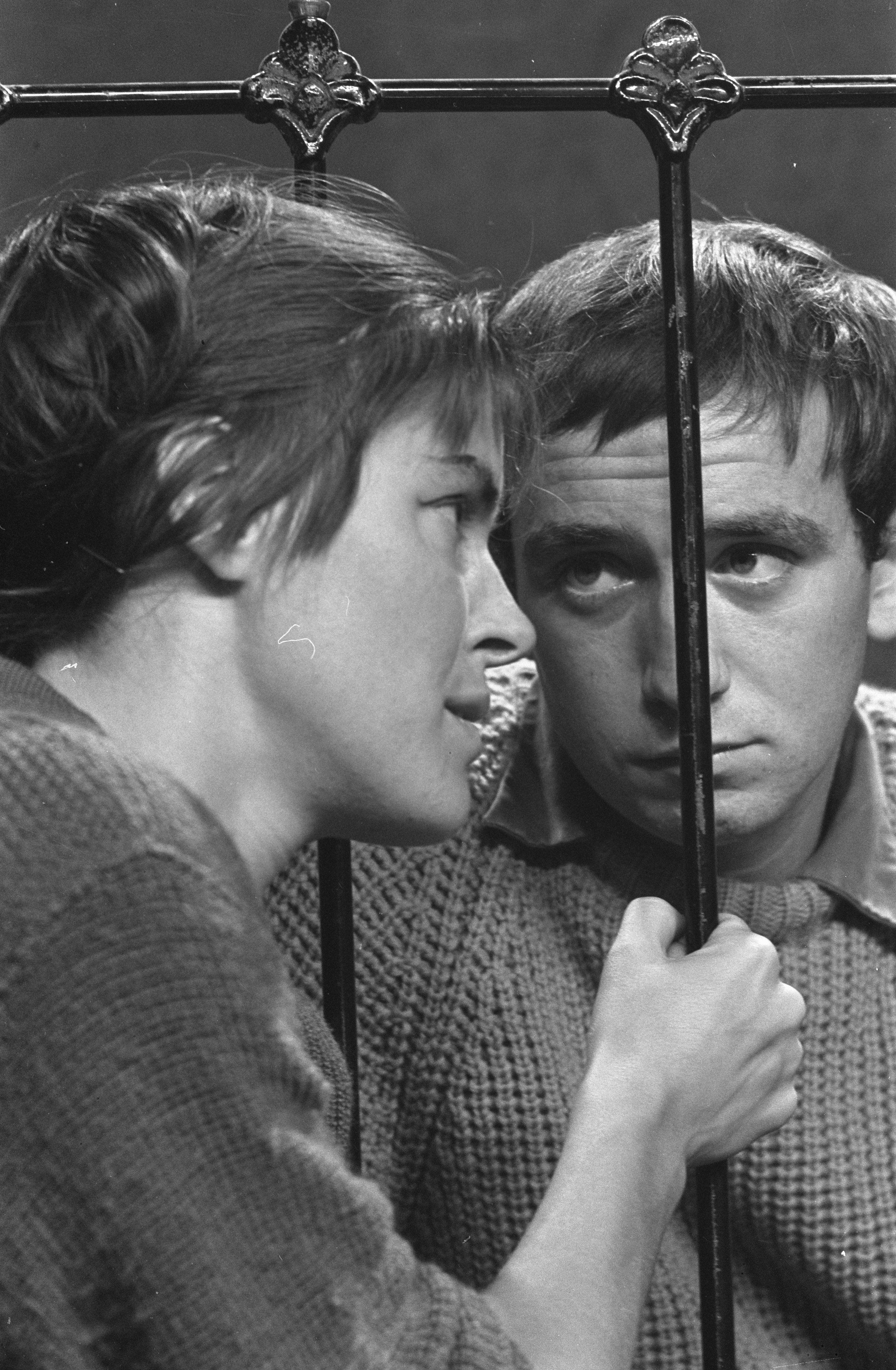
Hans Croiset met Ina van Faassen in het televisiespel Een bruid in de morgen (1959)

- 1977 - A Bridge Too Far - Zoon van oude Nederlandse vrouw
- 1979 - Grijpstra en De Gier - De Kater
- 1982 - De stilte rond Christine M. - Rechter
- 1996 - Advocaat van de Hanen - Dr. Rollema
- 1998 - Oud Geld - Charles Ypma (1998-1999)
- 2000 - Russen: Het Eerste Lijk - Frits Schipper
- 2001 - Wilhelmina - Minister president Colijn
- 2005 - Guernsey - Vader
- 2005 - Parels & Zwijnen - Alfons Teeuwe
- 2012 - De Overloper - Arthur Winnies
- 2013-2014, 2016 - Dokter Deen - Hans Hazelbag
- 2016 - De held - Herman Silverstein
- 2016 - De Zaak Menten - Dirk Menten
- 2019 - 2023 Oogappels - Lodewijk (Vader Erik)
- 2020 - Hoogvliegers - Menno

### Hoorspelen
- 1957 - Der Staten rechterhand - Michiel Adriaansz. als jongen
- 1964 - Dodendans
- 1964 - Het lange kerstdiner - Charles